# Fort Thorn
Fort Thorn est un ancien poste militaire de la United States Army établi le 24 décembre 1853 sur la rive droite du río Grande, près de la ville actuelle de Hatch au Nouveau-Mexique.
Il a été nommé en l'honneur du premier lieutenant Herman Thorn du 2e régiment d'infanterie (en), mort noyé dans le fleuve Colorado le 16 octobre 1849.
Le fort était destiné à protéger la route reliant El Paso à Santa Fe contre les attaques des Apaches. Implanté sur un terrain malsain à cause de sa nature marécageuse, il fut abandonné en mars 1849. Il fut ensuite occupé par les troupes confédérées durant la guerre de Sécession de 1861 à 1862 avant d'être repris par la colonne de Californie de l'Union le 5 juillet 1862, sans toutefois être réoccupé de façon permanente.